# Messier 89
Messier 89 (também conhecido como M89 ou NGC 4552) é uma galáxia elíptica na constelação de Virgo. Foi descoberta por Charles Messier em 18 de março de 1781. Faz parte do Aglomerado de Virgem.
Messier 89 também possui uma estrutura de gás e poeria ao seu redor que se estende a até 150 000 anos-luz e jatos de partículas aquecidas que se estendem a até 100 000 anos-luz,

## Descoberta e visualização
A galáxia elíptica foi descoberta pelo astrônomo francês Charles Messier em 18 de março de 1981, quando decidiu realizar um empreendimento de observações de nebulosas que estavam naquela região da esfera celeste, na constelação de Virgem. Em apenas uma única noite, catalogou 8 galáxias, incluindo M89, além de um aglomerado globular, Messier 92.

## Características

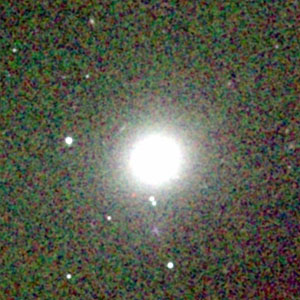
Messier 89, projeto 2MASS

É uma galáxia elíptica, praticamente esférica. É uma fraca fonte de rádio e astrofotografias de alta sensitividade indicaram a presença de um envelope envolvendo a galáxia, a primeira estrutura dessa natureza descoberta em uma galáxia. Seu envelope se estende para mais de 150 000 anos-luz. Destaca-se uma estrutura em forma de jato em torno da galáxia, mas diferentemente de Messier 87, que possui um jato de matéria que sai diretamente de seu núcleo a altíssima velocidade, o jato de M89 na verdade é uma galáxia satélite que está sendo deformada pela ação gravitacional da galáxia. Essa característica pode indicar que M89 pode ter sido um quasar ativo ou uma radiogaláxia bilhões de anos antes.
Como membro do aglomerado de Virgem, situa-se a cerca de 60 milhões de anos-luz em relação à Terra. Seu diâmetro aparente de 4 minutos de arco corresponde a um diâmetro real de 70 000 anos-luz. Possui uma grande população de aglomerados globulares em comparação com a Via Láctea, que tem 150-200. Uma pesquisa de 2006 mostrou que há 2 000 ± 700 aglomerados globulares em um raio de 10 minutos de arco do núcleo.